# Buddhavamsa
El Budavamsa es un texto budista que forma parte del Canon Pali, cuerpo doctrinal del budismo theravada. 

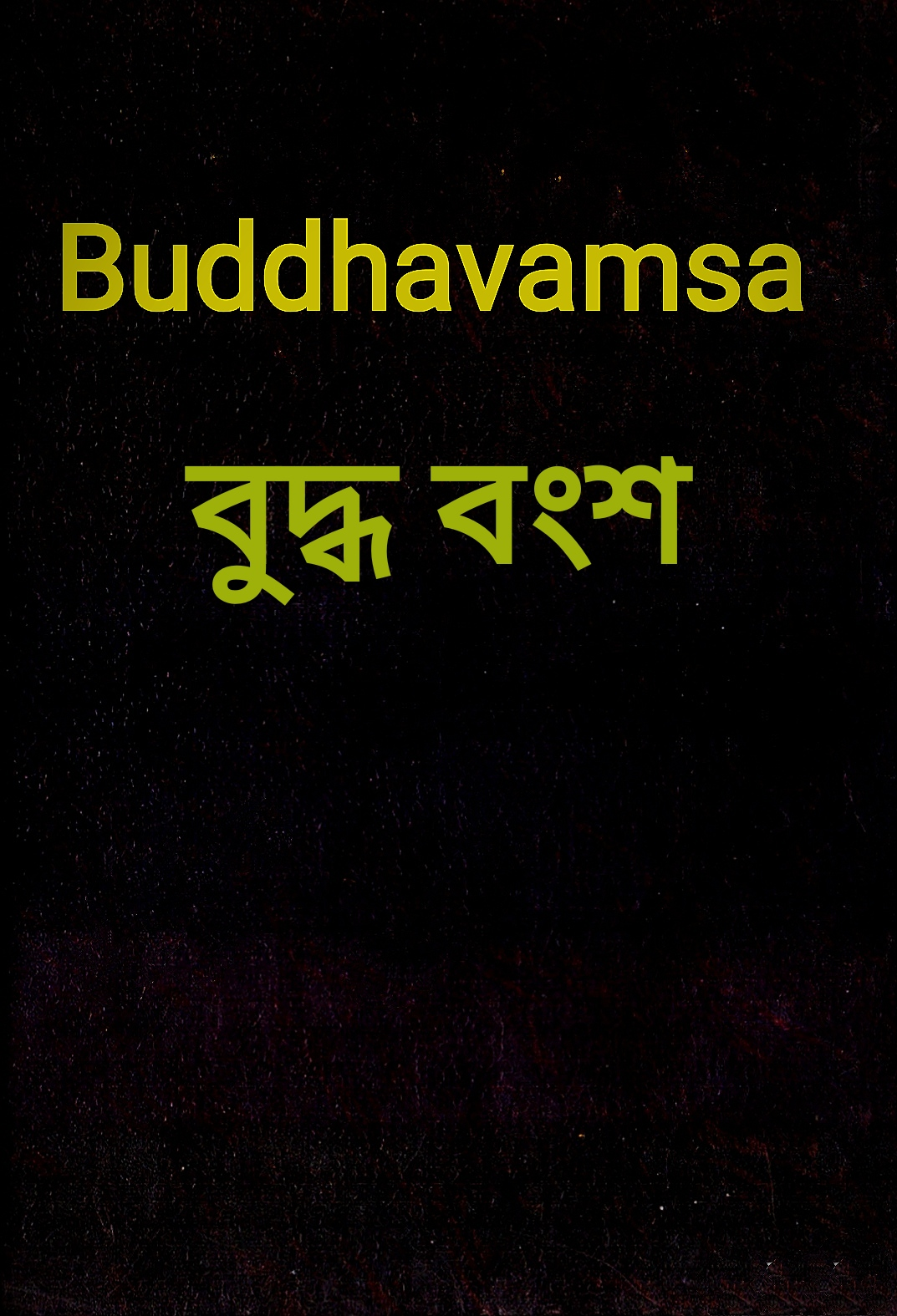
Buddhavamsa

Se incluye en la sección conocida como Khuddaka Nikaya de la colección mayor de discursos que es el Sutta-pitaka. 
Se trata de un texto en verso de corta extensión en 28 capítulos, detallando aspectos de la vida de Buda Gautama y los 24 budas precedentes por lo que, junto con el Apadana y el Cariyapitaka, ha sido descrito como hagiográfico (sobre historias de vidas de santos) y posterior al Canon.